# Vanellus lugubris
La avefría lúgubre (Vanellus lugubris) es una especie de ave caradriforme de la familia Charadriidae que habita en el África subsahariana.

## Distribución
Se encuentra en Angola, Burundi, Camerún, República del Congo, República Democrática del Congo, Costa de Marfil, Gabón, Gambia, Ghana, Guinea, Kenia, Liberia, Malaui, Malí, Mozambique, Nigeria, Ruanda, Senegal, Sierra Leona, Somalia, Sudáfrica, Suazilandia, Tanzania, Togo, Uganda, Zambia y Zimbabue.